# Tropicus alcicornis
Tropicus alcicornis là một loài bọ cánh cứng trong họ Heteroceridae. Loài này được Mascagni miêu tả khoa học đầu tiên năm 1989.